# Testament von Ba

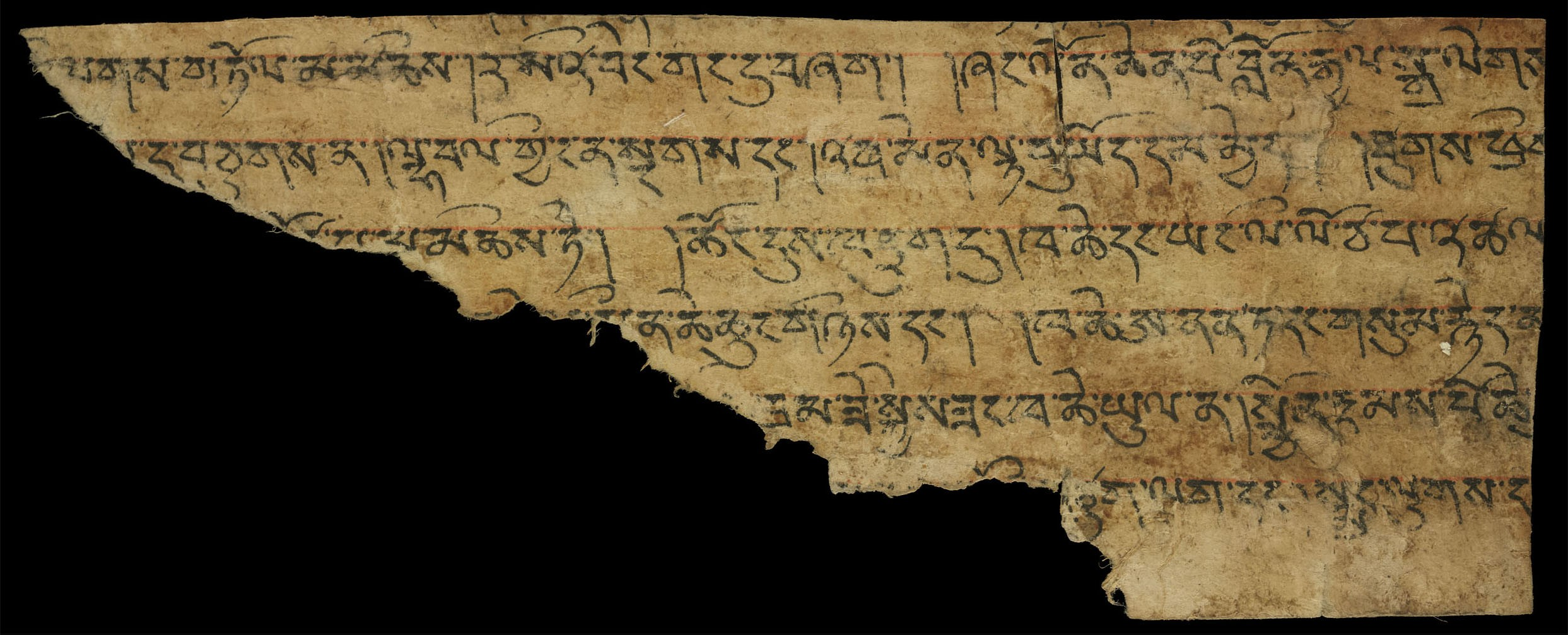
Fragment des Testamentes von Ba in der British Library

Das sogenannte Testament von Ba (tib. dba' bzhed oder sba bzhed) wird Ba Salnang (sba ’gSal snang / dba ’gSal snang), einem buddhistischen Mönch aus dem mittleren und späten 8. Jahrhundert, zugeschrieben. 
Es ist eine der ältesten Chroniken Tibets aus der Zeit der tibetischen Könige, die über Ereignisse im Tibet des 8. Jahrhunderts in der Zeit des Königs Thrisong Detsen, des Gründers des 779 geweihten Klosters Samye (bSam yas) – des ersten buddhistischen Klosters in Tibet – und die berühmte Debatte von Samye berichtet. Es berichtet über die Beziehungen zwischen Tubo und der Tang-Dynastie und die Beziehungen zwischen dem tibetischen und indischen Buddhismus. 
Von einer ursprünglichen Fassung wird Pasang Wangdu und Hildegard Diemberger zufolge angenommen, dass sie im 9. Jahrhundert verfasst worden sei; die heute existierenden häufig überarbeiteten Versionen gingen auf das 12. bis 14. Jahrhundert zurück. Der Stil des Textes lege nahe, dass es einer Übergangsphase zwischen dem archaischen dynastischen Tibetisch, wie es in den Dunhuang-Materialien begegne, und dem frühen klassischen/kanonischen Tibetisch angehöre.

### Englisch
- Wangdu, Pasang und Diemberger Hildegard (Hrsg. und Übersetzer): dBa' bzhed: The Royal Narrative Concerning the Bringing of the Buddha’s Doctrine to Tibet; translation and facsimile edition of the Tibetan text. Wien: Verlag der Österreichischen Akademie der Wissenschaften, 2001, preface by Per Sørensen, with assistance from Charles Ramble and Luciano Petech. ISBN 978-3-7001-2956-1 (Buchpräsentation) – Übersetzung und Kommentar
- Sam van Schaik, Kazushi Iwao: Fragments of the Testament of Ba from Dunhuang. In: The Journal of the American Oriental Society, Juli–September 2008 (Online).

### Tibetisch
- Sba bzhed, Mgon po rgyal mtshan [Gönpo Gyaltsen] (Hrsg.), mi rigs dpe skrun khang. 1980 (jüngere Fassung).

### Französisch
- Rolf A. Stein: Une chronique anciene de Bsam-yas: Sba bzhed, Paris: Publications de l’Institut des Hautes Études Chinoises, 1961.
- Gérard Clauson: Manuscrit Pelliot Tibétain 1283. In: JA, 1957, 245, 11–24.